# Liste der Naturdenkmale im Landkreis Kassel
Die Liste der Naturdenkmale im Landkreis Kassel nennt die einzelnen Listen der in den jeweiligen Städten und Gemeinden im Landkreis Kassel gelegenen Naturdenkmale.
Im Landkreis Kassel sind gegenwärtig Bäume an 186 Standorten als Naturdenkmal geschützt. Dies sind mehrheitlich Einzelbäume, es gibt aber auch etliche Baumgruppen, Baumkreise und Baumreihen.
Weiterhin sind 57 Gebiete als sogenannte Flächenhafte Naturdenkmale unter Schutz gestellt. Dabei handelt es sich häufig um geologische Besonderheiten, sog. Geotope, außerdem existieren Feuchtgebiete, Magerrasen und Feldgehölze.

## Listenübersicht
| Ort                      | Liste                                               | Kennung ab        |
| ------------------------ | --------------------------------------------------- | ----------------- |
| Ahnatal                  | Liste der Naturdenkmale in Ahnatal                  | 6.33.001          |
| Bad Emstal               | Liste der Naturdenkmale in Bad Emstal               | 6.33.010          |
| Bad Karlshafen           | Liste der Naturdenkmale in Bad Karlshafen           | 6.33.031          |
| Baunatal                 | Liste der Naturdenkmale in Baunatal                 | 6.33.061          |
| Breuna                   | Liste der Naturdenkmale in Breuna                   | 6.33.091          |
| Calden                   | Liste der Naturdenkmale in Calden                   | 6.33.121          |
| Espenau                  | Liste der Naturdenkmale in Espenau                  | 6.33.181          |
| Fuldabrück               | Liste der Naturdenkmale in Fuldabrück               | 6.33.211          |
| Fuldatal                 | Liste der Naturdenkmale in Fuldatal                 | 6.33.241          |
| Grebenstein              | Liste der Naturdenkmale in Grebenstein              | 6.33.271          |
| Habichtswald             | Liste der Naturdenkmale in Habichtswald (Gemeinde)  | 6.33.301          |
| Helsa                    | Liste der Naturdenkmale in Helsa                    | 6.33.331          |
| Hofgeismar               | Liste der Naturdenkmale in Hofgeismar               | 6.33.361          |
| Immenhausen              | Liste der Naturdenkmale in Immenhausen              | 6.33.401          |
| Kaufungen                | Liste der Naturdenkmale in Kaufungen                | 6.33.431          |
| Liebenau                 | Liste der Naturdenkmale in Liebenau (Hessen)        | 6.33.461          |
| Lohfelden                | Liste der Naturdenkmale in Lohfelden                | 6.33.491          |
| Naumburg                 | Liste der Naturdenkmale in Naumburg (Hessen)        | 6.33.521          |
| Nieste                   | Liste der Naturdenkmale in Nieste (Gemeinde)        | 6.33.551          |
| Niestetal                | Liste der Naturdenkmale in Niestetal                | 6.33.581          |
| Reinhardshagen           | Liste der Naturdenkmale in Reinhardshagen           | 6.33.641          |
| Gutsbezirk Reinhardswald | Liste der Naturdenkmale im Gutsbezirk Reinhardswald | 6.33.671          |
| Schauenburg              | Liste der Naturdenkmale in Schauenburg              | 6.33.701          |
| Söhrewald                | Liste der Naturdenkmale in Söhrewald                | 6.33.731          |
| Trendelburg              | Liste der Naturdenkmale in Trendelburg              | 6.33.761          |
| Vellmar                  | Liste der Naturdenkmale in Vellmar                  | 6.33.801          |
| Wesertal                 | Liste der Naturdenkmale in Wesertal                 | 6.33.611/6.33.831 |
| Wolfhagen                | Liste der Naturdenkmale in Wolfhagen                | 6.33.861          |
| Zierenberg               | Liste der Naturdenkmale in Zierenberg               | 6.33.901          |

## Systematik des Katasters
Die Kennung der einzelnen Naturdenkmale (beispielsweise 6.33.021, Traubeneiche bei Sand) setzt sich zusammen aus:

6 = Regierungsbezirk Kassel

33 = Landkreis Kassel

021 = laufende Nummer zwischen 001 und 999, wobei einzelne Nummernblöcke den jeweiligen Städten und Gemeinden im Landkreis zugeordnet sind.
Das behördliche Kataster der Naturdenkmale im Landkreis Kassel fasst – anders als das Kataster der Naturdenkmale in der Stadt Kassel – mitunter mehrere Bäume an einem Standort zusammen. Dies bedeutet, dass sich eine Kennung auf mehrere Bäume beziehen kann, die benachbart, aber nicht unbedingt direkt nebeneinander stehen. Die Zuordnung ist insofern nicht eineindeutig, beispielsweise bezieht sich 6.33.435 auf 3 Bäume (1 Ahorn, 1 Linde, 1 Eibe mit unterschiedlichen Pflanzjahren), die verteilt im Stiftsbezirk von Oberkaufungen stehen.

## Altersbestimmte Bäume
Im Jahr 2005 erfolgte eine wissenschaftliche Datierung einiger ausgewählter Bäume im Landkreis Kassel aufgrund von Jahresringanalysen (vgl. Dendrochronologie). Hierzu wurde mit einem Zuwachsbohrer ein Bohrkern mit 5 mm Durchmesser entnommen und untersucht. Dabei erwiesen sich auch äußerlich intakt wirkende Baumstämme als mehr oder weniger hohl, was eine genaue Altersbestimmung erschwerte. Durch den Vergleich mit weitgehend kompletten Stämmen wurden aber Werte ermittelt, die als vergleichsweise exakt gelten können.
| Kennung  | Bild                  | Baum                                            | siehe                                               | festgestelltes Alter in Jahren (2005) | Pflanzjahr ca. |
| -------- | --------------------- | ----------------------------------------------- | --------------------------------------------------- | ------------------------------------- | -------------- |
| 6.33.673 |                       | „Gerichtseiche“ im südlichen Reinhardswald      | Liste der Naturdenkmale im Gutsbezirk Reinhardswald | 550                                   | 1455           |
| 6.33.361 |                       | Huteeiche nordöstlich von Beberbeck             | Liste der Naturdenkmale in Hofgeismar               | 450                                   | 1555           |
| 6.33.017 |                       | Eibe im Schlosspark Riede                       | Liste der Naturdenkmale in Bad Emstal               | 350                                   | 1655           |
| 6.33.275 | Altersbestimmter Baum | „Gerichtslinde“ bei Schachten                   | Liste der Naturdenkmale in Grebenstein              | 350                                   | 1655           |
| 6.33.706 |                       | Linde vor der Kirche in Hoof                    | Liste der Naturdenkmale in Schauenburg              | 300                                   | 1705           |
| 6.33.582 |                       | Eichen im ehemaligen Landschaftspark Windhausen | Liste der Naturdenkmale in Niestetal                | 300                                   | 1705           |
| 6.33.130 |                       | Linde auf dem Friedhof von Obermeiser           | Liste der Naturdenkmale in Calden                   | 160                                   | 1845           |
| 6.33.492 |                       | Wieseneiche bei Lohfelden                       | Liste der Naturdenkmale in Lohfelden                | 100                                   | 1905           |

## Hinweis
Details zu den als Naturdenkmal geschützten Bäumen und Baumgruppen im Landkreis Kassel wurden ab dem Jahr 2005 im Rahmen eines inzwischen eingestellten Projekts der Universität Kassel erfasst und veröffentlicht.

## Belege
1. ↑  Anzahl nach dem amtlichen Kataster der Unteren Naturschutzbehörde des Landkreises Kassel laut Anlage 2007, s. "Literatur". Im Baumkataster der Buchpublikation Natürliches Kulturgut (2005) sind 184 Standorte erfasst. Änderungen sind 1 × Abgang: 6.33.611 Rotbuche in Gewissenruh, 3 × Zugang: 6.33.921 „Rohrbacheiche“ bei Zierenberg, 6.33.702 Pyramideneiche in Schauenburg, 6.33.703 Linde in Elmshagen bei Schauenburg.
2. ↑  Anzahl nach dem amtlichen Kataster der Unteren Naturschutzbehörde des Landkreises Kassel laut Anlage 2007, s. "Literatur". Im Kataster der Buchpublikation Natürliches Kulturgut (2005) sind ebenfalls 57 Flächen erfasst.
3. ↑  Absatz und Angaben in folgender Tabelle nach Rüdiger Germeroth, Horst Koenies, Reiner Kunz: Natürliches Kulturgut - Vergangenheit und Zukunft der Naturdenkmale im Landkreis Kassel, Herausgeber: Kreisausschuss des Landkreises Kassel, Untere Naturschutzbehörde, Wolfhagen, 2005, S. 100–101. Das Pflanzjahr wurde über das ermittelte Alter und das Erscheinungsjahr (2005) der Publikation zurückgerechnet. Auf die Auflistung zwischenzeitlich verschwundener Bäume (Gerichtslinde in Vollmarshausen) wurde verzichtet.
4. ↑  Der Quelle Natürliches Kulturgut ist nicht zu entnehmen, welche der 4 Eichen aus der Gruppe untersucht wurde.
5. ↑  
Register der ND-Bäume. Universität Kassel, 2012, archiviert vom Original am 6. Mai 2012; abgerufen am 24. Juni 2016.
6. ↑  
Auflistung der Einzelobjekte (Bäume und Baumgruppen), Stand 07.09.2007; Yumpu.com, Online pdf-Dokument. Archiviert vom Original (nicht mehr online verfügbar) am 26. Juni 2016; abgerufen am 24. Juni 2016.  Info: Der Archivlink wurde automatisch eingesetzt und noch nicht geprüft. Bitte prüfe Original- und Archivlink gemäß Anleitung und entferne dann diesen Hinweis.